# Locomotiva FS E.331
La locomotiva E.331 era un tipo di locomotiva elettrica a 3.600 Volt a corrente alternata trifase alla frequenza di 16,7 Hz.
Venne costruita in 18 unità tra il 1914 e il 1919 dalla Breda con parti elettriche di costruzione Brown Boveri. Deriva strutturalmente, ma non concettualmente, dalla quasi contemporanea E.330 nella quale si ricorse al nuovo sistema a commutazione dei poli e al cambio del numero di fasi cosa che consentiva di elevare a quattro le velocità economiche della locomotiva. Fino a qualche anno prima infatti si potevano ottenere solo due velocità con la disposizione dei motori di trazione in cascata o in parallelo; la E.331 tuttavia venne costruita ottenendo le diverse velocità con la sola variazione del numero di poli dell'avvoglimento. Cambiando il numero di poli si realizzava anche il cambio della velocità di rotazione. Uno dei limiti della macchina e fonte di numerose avarie fu proprio il tipo di combinatore rotante che venne applicato per realizzare le variazioni del numero di poli dei due motori di trazione.
La corrente veniva captata dalla linea elettrica bifilare mediante due pantografi, ambedue contemporaneamente in presa, a stanga rigida e a doppio strisciante.
La locomotiva venne costruita a passo rigido, a tre assi accoppiati azionati tramite due assi ciechi connessi ai motori mediante biella inclinata e con carrello portante anteriore e posteriore con ruote di diametro più piccolo, come in genere le locomotive del periodo.
Le E.331 trovarono impiego tra Torino e Bussoleno, sulla linea del Frejus per diverso tempo. Le macchine, di rodiggio 2-C-2, 100 km/h di velocità massima e potenza di circa 2.000 kW, si trovavano a loro agio soprattutto nel percorso pianeggiante o poco acclive.
A causa della limitata protezione dei dispositivi elettrici interni, che permetteva il contatto accidentale con le parti ad alta tensione, queste locomotive vennero soprannominate con il tristemente noto epiteto di "assassine".